# Tito Claudio Marco Aurelio Aristobulo
Tito Claudio Marco Aurelio Aristobulo (latino: Titus Claudius Marcus Aurelius Aristobulus; fl. 285-296) è stato un politico e funzionario romano che servì sotto gli imperatori Carino e Diocleziano.

## Biografia
Aristobulo era prefetto del pretorio di Carino, oltre che console per il 285. In quello stesso anno vi fu la ribellione di Diocleziano, e Aristobulo partecipò al fianco di Carino alla battaglia del fiume Margus, che decretò la sconfitta e morte di Carino e il dominio incontrastato di Diocleziano. Poiché Aristobulo non solo non perse né il consolato né la prefettura, ma anzi guadagnò il proconsolato d'Africa e la prefettura dell'Urbe, è possibile che la sconfitta di Carino fosse stata opera del tradimento di Aristobulo: alcune fonti, infatti, narrano che l'esercito di Carino abbandonò il proprio imperatore.
Fu dunque console per il 285, prima con Carino e poi con Diocleziano. Prima del luglio del 290 divenne proconsole d'Africa, carica che tenne per quattro anni, quando gli succedette Cassio Dione; durante questa carica, ricevette una disposizione contenuta nel Codice teodosiano. Tenne la prefettura dell'Urbe dall'11 gennaio 295 al 18 febbraio 296, anche in questa carica sostituito da Cassio Dione.

### Fonti primarie
- Aurelio Vittore, Liber de Caesaribus
- Eutropio, Breviarium ab Urbe condita

### Fonti secondarie
- (EN) Arnold Hugh Martin Jones, John Robert Martindale; John Morris, The Prosopography of the Later Roman Empire, Cambridge University Press, 1992,  p. 106, ISBN 0-521-07233-6.